# Le sentier de Chimonobambusa
El Sendero de Chimonobambusa (en francés: Le sentier de Chimonobambusa) es un Jardín botánico de 0,04 hectáreas de extensión de propiedad privada en Hellemmes Francia.
Jardín acreditado por la asociación « Parcs et Jardins du Nord/Pas-de-Calais » (Asociación de Parques y Jardines del Norte / Paso-de-Calais).

## Localización
El parque está situado en Hellemmes-Lille, entre la aglomeración lillloise y la frontera belga.
Le sentier de Chimonobambusa, 97 rue Roger Salengro Code Postal 59260 Hellemmes-Lille, Département de Nord, Nord-Pas-de-Calais, France-Francia.
Planos y vistas satelitales.50°44′47.745″N 2°45′11.2638″E / 50.74659583, 2.753128833
Está abierto y es visitable todo el año previa cita con 48 horas de antelación. Se cobra una tarifa de entrada. 

## Historia
Este jardín privado de tipo japonizante fue creado en 2003 por sus propietarios M. et Mme Vandenbussche.
En perpetuo movimiento a lo largo de los años.

## Colecciones
Un jardín con inspiraciones asiáticas, arreglado para crear un ambiente típico del Lejano Oriente. 
Jardín lleno de contrastes y la diversidad vegetal. Un lugar ideal para albergar una biodiversidad. 
Las diferentes escenas se desarrollan sobre un paseo en el que se recrea un ambiente tranquilo y relajante. 
El diseño de este jardín fue realizado para obtener un ambiente lo más natural posible, mantenimiento limitado, métodos respetuosos con el medio ambiente
Entre los especímenes de interés se incluyen
- Arbustos: Enkianthus perulatus, Edgeworthia grandiflora, Prunus mume « Beni chi Dori », Acer rubescens « Red flamingo », Azalea « Kinku Saku », Acer palmatum « Osakazuki », Rhododendron impeditum « Ramapo », Nandina domestica « gulfstream »,Daphne odora « Aureomarginata »
- Plantas vivaces:Asarum europaeum, Hepatica japonica, Podophyllum versipelle, Belamcanda chinensis, Iris japonica, Arisaema ciliatum, Trillium sulcatum, Dracunculus vulgaris, Eomecon chionantha, Anemonella thalictroides, Saruma Henryi, Cypripedium kentucky.[2]